# 红色巴斯克
《红色巴斯克》（西班牙語：Euskadi Roja）是巴斯克共产党在巴斯克-納瓦拉地区出版的报纸，1950年停刊。报纸部分内容以巴斯克語印刷。

## 历史
《红色巴斯克》是从1933年3月开始在毕尔巴鄂发行的周报，取代了先前比斯开支部党机关报《红旗》。报纸名称中的“巴斯克”一词用巴斯克语拼写而非西班牙语，凸显了地区民族主义思潮，尚属共产主义运动中的首次尝试。1935年底，报社转移到圣塞瓦斯蒂安。随着内战的爆发，圣塞瓦斯蒂安陷落，报社又搬回了毕尔巴鄂。1936年12月2日，它改为每日发行。1937年2月至3月间，报纸日发行量为45,000-48,000份。除了巴斯克地区，报纸还在坎塔布里亚和阿斯图里亚斯发行。
在当时，《红色巴斯克》被认为是西班牙高质量的共产主义刊物之一。拉蒙·奥尔马萨瓦尔和里卡多·乌龙多曾任报社主任。
毕尔巴鄂陷落后，报社又转移到巴塞罗那，成为周刊。在内战结束后，报社流亡至法国，作为奥尔马萨瓦尔领导的巴斯克共产党机关报。报纸由可颂出版公司印刷，办公室位于巴黎马蒂兰-莫罗大街8号。从1950年10月27日开始，该报被禁止在法国发行。